# Змиево-Новосёлки
Змиево-Новосёлки (так же встречается написание: Змиёвские Новосёлки, Змиевские Выселки, Змеевские Новоселки, Змеево-Новоселки) — упразднённая деревня на территории современного Чистопольско-Высельского сельского поселения Чистопольского района Республики Татарстан Российской Федерации.

## География
Располагалась вблизи реки Толкишка, в 126 км от железнодорожной станции Нурлат, в 13 км от пристани Чистополь.

## История
Принадлежала деревня известному роду Стрекаловых; Александра Стрекалова, владелица деревни, была сестрой Степана Стрекалова, казанского губернатора.
В 1905 году во время первой русской революции 18 ноября начался разгром имения княгини Ливен, который продолжался 2 дня.
Во время Первой мировой войны в Змиевской экономии (именье) княгини Ливен был развернут госпиталь на 20 человек.
В 1945 году деревня была признана не перспективной и была упразднена.
В справочных изданиях после 1963 не упоминается.

### Административно-территориальная принадлежность
С 1930 в составе Змиевско-Новоселского сельсовета, в 1963 — Чистопольско-Высельского сельсовета.

## Население
633 чел. (1930, русские), 372 чел. (1939, русские).

## Известные уроженцы
- Реутин Павел Дмитриевич (27.06.1915 — 1.01.2002) — кандидат технических наук, доцент, заведующий кафедрой технологии механизации строительства с 1975 по 1980 гг., ветеран Великой Отечественной войны[3]

## Достопримечательности
В 1847 году в деревне была возведена мельница — голландского типа, высотой 13 м, диаметр основания 13,5 м. Принадлежала благотворительнице Александре Стрекаловой, которая сдавала мельницу в аренду. На данный момент остатки мельницы «Толкишская башня» внесена в перечень выявленных объектов культурного наследия Республики Татарстан.
Памятный знак на месте деревни — поклонный крест, примерно в километре от каменной мельницы.